# Grallaria excelsa
El tororoí excelso (Grallaria excelsa), también denominado hormiguero tororoi excelso (en Venezuela) o chululú excelso, es una especie de ave paseriforme perteneciente al numeroso género Grallaria de la familia Grallariidae, anteriormente incluido en Formicariidae. Es endémico de Venezuela.

## Distribución y hábitat
Se distribuye por el oeste de Venezuela (Sierra de Perijá) y en los Andes de Lara hasta Táchira y por las montañas costeras del norte (Colonia Tovar en Aragua).
Es rara y local en el suelo o cerca de él en hábitats de bosques montanos entre los 1700 y 2300 m s. n. m. de altitud. Está amenazada por pérdida de hábitat.